# Сахаров (матрос)
Сахаров (1898 — 5 ноября 1917) — российский матрос.

## Биография
Родился во Владимирской губернии.
В 1915 году был призван в армию на фронт. В октябре 1917 года был отпущен в отпуск домой. Находясь проездом в Москве, принял активное участие в Октябрьском вооружённом восстании. Вступил в рабочий отряд и стал красногвардейцем Дорогомиловского района. 28 октября 1917 года вместе с отрядом захватил Дорогомиловский (ныне Бородинский) мост.
Во время ожесточённого боя с юнкерами за Бородинский мост был смертельно ранен. Умер в госпитале 5 ноября 1917 года. Похоронен у Кремлёвской стены.